# José Luis Uriarte
José Luis Uriarte Campos (Santiago, 23 de noviembre de 1977) es un abogado y político chileno, militante de la Unión Demócrata Independiente (UDI). Desde junio de 2020 hasta marzo de 2022, se desempeñó como subsecretario de Turismo de su país bajo la segunda administración del presidente Sebastián Piñera.

## Estudios
Egresó como abogado de la Universidad de los Andes (UANDES) y posteriormente obtuvo un magíster en Políticas Públicas de la Universidad del Desarrollo (UDD).

## Trayectoria profesional
Militante de Unión Demócrata Independiente (UDI), en las elecciones parlamentarias de 2005 postuló como diputado por el distrito N.º 28 de la Región Metropolitana, correspondiente a las comunas de Lo Espejo, San Miguel y Pedro Aguirre Cerda; sin embargo, no resultó elegido.
Entre mayo de 2010 y marzo de 2014 ejerció como gerente general de Sercotec, desde donde impulsó un plan de recuperación de pequeñas y medianas empresas tras el terremoto del 27-F.
En 2014, en tanto, asumió como Secretario General de la Cámara Nacional de Comercio, mientras que entre 2018 y 2019 se desempeñó en el Ministerio de Obras Públicas (MOP) como jefe territorial y asesor del ministro Juan Andrés Fontaine. Fue, además, asesor del ministro de Economía, Lucas Palacios.
Hasta 2019 fue miembro del Consejo directivo de Inacap.
El 12 de junio de 2020 fue nombrado por Sebastián Piñera como subsecretario de Turismo, luego de la salida de Mónica Zalaquett.